# Lenguas Omo-Tana occidentales
Las lenguas Omo-Tana [occidentales] constituyen un subgrupo formado por cuatro lenguas del grupo cushita oriental de las lenguas afroasiáticas, habladas en Etiopía y Kenia. El idioma el molo de Kenia está prácticamente exinto El resto de lenguas no están amenazadas. Este subgrupo lingüístico recibe su nombre los ríos Omo y Tana.

## Comparación léxica
Los numerales para diferentes lenguas del grupo Omo-Tana occidentales son:
| GLOSA | Arbore   | Baiso             | Daasanach | El Molo       | PROTO- OMO-TANA |
| ----- | -------- | ----------------- | --------- | ------------- | --------------- |
| 1     | tokkó    | koː (m) / toː (f) | tàqàʧ ̚    | 'tóko         | *tokko          |
| 2     | ˈlaːmá   | lɑ́ːmɑ             | nàːmə̀     | 'láːma        | *laːma          |
| 3     | ˈsɛːzzé  | sédi              | sɛ̀d̪ɛ̀      | séːpe         | *se(d)di        |
| 4     | ʔaˈfúr   | ɑ́fɑr              | ʔàfʊ̀ɾ     | 'áfur         | *afur           |
| 5     | ʧɛnn     | ken               | ʧɛ̀n       | kên ~ cên     | *ken            |
| 6     | ʤih      | le                | lɪ̀ʰ       | yíː           | *lih            |
| 7     | ˈtuːzba  | todobɑ́            | t̪ɪ̀ːjə̀     | tíːpa / 'sápa | *todoba         |
| 8     | suˈyé    | siddéd            | síɪ̀t̚      | fúe           | *siddet-        |
| 9     | saːgalɗ  | sɑːɡɑːl           | sàːl      | 'sáːkal       | *sagal          |
| 10    | ˈtɔmmɔɲɗ | tómon             | t̪òmòn     | 'tómon        | *to(m)mon       |